# Teresa Romero Domingo
Teresa Romero Domingo (Tarrasa, 19 de marzo de 1883 - Barcelona, 1974) fue una pintora española autodidacta. Se dedicó especialmente a los temas florales donde destacaban los colores muy atrevidos. Artistas como Celso Lagar, Joaquín Torres García, Joaquim Sunyer -quien pintó su retrato en 1912)-, Joaquim Vancells, entre otros, pasaban a menudo por la casa familiar cuando ella era muy joven. Todos ellos posiblemente influyeron en su vocación artística, aunque su padre decía siempre que «un espíritu errante de un pintor oriental había entrado en el cuerpo de su hija».

## Carrera artística
En Tarrasa expuso en las Galerías Alavedra (1918), en las Estruch (1931), los Amigos de las Artes (1933) y en la Sala Pedro Sabater. En Barcelona lo hizo en las Galerías Laietanes (1917-1920-1924 y 1925), y en las Dalmau (1920 y 1924) y en la Sala Parés (1924 a 1925), regentada a partir de este último año por la familia Maragall. Parece que en 1920 participó en el Salón de Artistas Vascos de Bilbao. También participó en la Exposición de Arte de Barcelona de 1918, en la sección del Círculo Artístico de Sant Lluc, con cuatro obras y en la sección del Real Círculo Artístico de Barcelona de 1921 con dos obras.
Joan Llongueres, Pere Prat Ubach y Joan Santamaria de Tarrasa le hicieron buenas críticas y Josep M. Junoy la calificaba de artista naíf. En cambio, Feliu Elias le recomendó que abandonara la pintura y se dedicara a labores femeninas como el croché. Desgraciadamente, su paso por la pintura fue breve.
Teresa Romero murió en Barcelona en 1974; está enterrada en el cementerio de Montjuïc. En 1975, la Academia de Bellas Artes de Sabadell expuso toda una serie de obras de ella en una muestra titulada «Seis Pintores Catalanes», de la cual se editó un sencillo catálogo.

## Actividad política
Fue también una mujer de ideas progresistas dedicada a la actividad política; en 1934 presidía el grupo femenino de Esquerra Republicana de Cataluña. Según el diario de ERC de Tarrasa, La Acción, el 7 de enero de 1934, en el Salón de Fiestas de Fraternidad Republicana, se sorteó, entre otras obras donadas por diferentes artistas, un cuadro de ella en beneficio del Sello «Pro-Infancia». Posteriormente, en plena Guerra Civil, en 1938, fue encarcelada en Valencia y desde entonces desapareció de Tarrasa; viviría en Vallvidrera y posteriormente en Barcelona. Según su bisnieta, la escultora Eva Solà, Teresa Romero ayudó a su marido a realizar los primeros documentales feministas del país.

## Relaciones familiares
De familia republicana, laica y aficionada a las prácticas espiritistas, posteriormente, derivarían hacia la teosofía. El padre, de origen aragonés, Bonifacio Romero Vallejo (1861-1926), era un popular sastre, coleccionista de arte. La madre, Luisa Domingo Mauri (1862-1920), era hija de Josepet los Campos, uno de los promotores del Teatro del Retiro de Tarrasa.
En 1904 se casó con Joan Solà Maestros, uno de los pioneros de los mundo del cine en Cataluña. Su único hijo, Xavier (1906-1972), fue alguacil del Ayuntamiento destituido en la posguerra. Era nieta de José Domingo Casanellas, el primer exhibidor cinematográfico de Tarrasa.